# Anarquismo na Alemanha
O anarquismo na Alemanha desenvolveu-se em conjunto ao desenvolvimento nacional do país. Em meados do século XIX, quando a Alemanha não havia se conformado em ser um Estado-nação, dominava a tendência individualista liderada e representada por Max Stirner. A partir de 1870 o movimento anarquista começou a prevalecer sobre o  coletivismo, para finalmente no século XX se impor o anarcossindicalismo, sendo Rudolf Rocker o seu principal exponente teórico. 

## Primórdios: egoísmo e mutualismo
As primeiras influências filosóficas foram as de  Hegel e Proudhon, na década de 1840. Nestes anos, Stirner publicou a sua obra  Der Einzige und sein Eigentum (O único e a sua propriedade), obra crucial que daria origem à corrente individualista intitulada 
anarquismo egoísta. Os ideais de Stirner não tiveram repercussão e limitaram-se aos círculos intelectuais alemães; esta sua obra seria mais tarde resgatada depois de décadas por John Henry Mackay.
o grupo livre que realiza um objetivo, mas que não se converte em propriamente em uma organização, sociedade. O método é indiscutivelmente a desobediência, a negativa individual e coletiva à autoridade mas uma agrupação voluntária de acordo com cada situação. É vida livre em vez da vida 
Outro anarquista reconhecido foi Wilhelm Weitling, que mais tarde se juntaria ao comunismo, influenciado por Fourier e Saint-Simon. Igualmente aos anarcocomunistas, rechaçava a propriedade e o sistema salarial, propondo em seus escritos
Garantien der Harmonie und Freiheit (1842) um tipo de sociedade harmônica inspirada na concepção de falanstério. 
As suas primeiras concepções poderiam se enquadrar dentro da corrente do socialismo utópico. 
Muitos teóricos alemães foram influenciados fortemente pelas ideias mutualistas de Proudhon. Karl Grün, que o conheceu em 1844, leu as suas teorias 
em seu trabalho Die Soziale Bewegung in Frankereich und Belgien. Moses Hess, que também conheceu Proudhon e Bakunin em Paris entre esses anos, descreveu os ideais como anarquia em Die Philosophie der Tat (1843) e Sozialismus und Kommunismus.
O anarquismo individualista de Stirner e o mutualismo de Proudhon não surtiram tanto efeito na Alemanha. A derrocada revolucionária de 1848 e 1849 acabou com sua escassa popularidade. O movimento socialista alemão nos anos da Primeira Internacional, identificou-se quase que em sua totalidade ideias do socialismo estatista de Marx e Engels, junto ao cooperativismo de Ferdinand Lassalle.

## Principais anarquistas alemães
- Kurt Wilckens
- Daniel Cohn-Bendit
- Erich Mühsam
- Rudolf Rocker
- Gustav Landauer
- Johann Most
- Max Nettlau